# Roberto Moya
Roberto Saturnino Moya Sandoval (Havanna, 1965. február 11. – Valencia, Spanyolország, 2020. május 21.) olimpiai bronzérmes kubai atléta, diszkoszvető.

## Pályafutása
Az 1992-es barcelonai olimpián bronzérmes lett a litván Romas Ubartas és a német Jürgen Schult mögött. Az 1995-ös pánemarikai játékokon aranyérmet nyert. Az 1996-os atlantai olimpián nem jutott a döntőbe, a 22. helyen fejezte be a versenyt.
2001 augusztusában megkapta a spanyol állampolgárságot.

## Sikerei, díjai
- Olimpiai játékok
  - bronzérmes: 1992, Barcelona
- Pánamerikai játékok
  - aranyérmes: 1995, Mar del Plata